# Ta’uma
Ta’uma (arab. طعوما) – wieś w Syrii, w muhafazie Latakia. W 2004 roku liczyła 498 mieszkańców.